# Xenurobrycon pteropus
Xenurobrycon pteropus es una especie de peces de la familia Characidae en el orden de los Characiformes.

## Morfología
Los machos pueden llegar alcanzar los 1,4 cm de longitud total.

## Hábitat
Vive en zonas de clima tropical.

## Distribución geográfica
Se encuentran en Sudamérica: rodal de Fonte Boa ( cuenca del río Amazonas, Brasil ).